# Schlossgärten (Warschau)
Die Schlossgärten (polnisch Ogrody Zamkowe) sind ein Park in Warschau, errichtet im 15. Jahrhundert. Die Gärten schließen sich östlich an das Königsschloss an. Sie bestehen aus dem Oberen Garten, den Kubicki-Arkaden und dem Unteren Garten.

## Geschichte
Der Obere Garten wurde bereits im Mittelalter zwischen der damaligen Burg der masowischen Herzöge, dem späteren Königsschloss, und der Weichsel errichtet. Im 16. Jahrhundert wurden sie im Stil der Renaissance umgestaltet. Im Barock wurden die Unteren Gärten angelegt, als das Schloss unter den Wasa und den Wettinern bereits die Funktion der Residenz der polnisch-litauischen Könige innehatte. Eine letzte Erweiterung erfolgte unter Stanislaus II. August im 18. Jahrhundert. Anfang des 19. Jahrhunderts wurden zwischen den Oberen und den Unteren Gärten am Fuße der Weichselböschung die Kubicki-Arkaden von Jakub Kubicki errichtet. Nach dem Ersten Weltkrieg wurden die Gärten in ihrer barocken Form restauriert. Im Zuge des Warschauer Aufstands wurden das Königsschloss und die Gärten weitgehend zerstört. Mit der Restaurierung der Gärten wurde 1991 begonnen. Zunächst wurden die barocken Gärten der Wasas im oberen Bereich wieder hergestellt. In einem zweiten Schritt wurden die hängenden Gärten über den Arkaden wiederhergestellt, wie sie im 19. Jahrhundert gestaltet worden waren. Schließlich wurden die unteren Gärten in den 2010er Jahren rekonstruiert. Hierbei orientierte man sich an den Plänen der Zwischenkriegszeit, die wiederum auf die ursprünglichen Barockgärten der Wettiner zurückgingen.

## Quelle
- Homepage
- Adam Dylewski: Warszawa i okolice, Pascal, 2008, ISBN 978-83-7513-139-0

Koordinaten: 52° 14′ 54″ N, 21° 0′ 59″ O